# Lucy Liu
Lucy Alexis Liu (Nova Iorque, 2 de dezembro de 1968) é uma atriz, produtora, diretora e artista plástica norte-americana, filha de imigrantes chineses. Ficou mundialmente conhecida ao atuar nos filmes Charlie's Angels e Kill Bill: Volume 1 e 2. Ela também dublou a personagem Mestre Víbora na franquia Kung Fu Panda, e estrelou as séries de televisão Ally McBeal (1998–2002), Elementary (2012–2019) e Why Women Kill (2019).
Em 2019, Lucy Liu recebeu uma estrela na Calçada da Fama de Hollywood, sendo a segunda mulher de origem asiática a ter esse feito. Em 2013, Liu se tornou membro da Academia de Artes e Ciências Cinematográficas.

## Biografia
Lucy Liu nasceu em Jackson Heights, no Queens, em Nova York. É filha de Tom Liu, um engenheiro civil, e de Cecília Liu, uma bioquímica. Os pais de Liu vieram originalmente de Pequim e Xangai, respectivamente, e imigraram para Taiwan quando adultos, antes de se mudarem para Nova York. Lucy é a mais nova de três filhos, ela tem um irmão chamado John, e uma irmã chamada Jenny. Seu pai vendia canetas e relógio digital quando chegou nos Estados Unidos. Apesar da origem chinesa, Lucy cresceu em um bairro italiano, e disse que aprendeu a falar mandarim em casa e começou a estudar inglês apenas aos cinco anos.
Em 1986, a atriz completou o ensino secundário pela Stuyvesant High School; e estudou na Universidade de Nova Iorque por um ano, se transferindo para a Universidade de Michigan, onde se formou em Línguas e Culturas Asiáticas, enquanto estudava também teatro, dança e técnicas vocais. Em 1989, durante seu último ano de faculdade, ela fez um teste para um um papel coadjuvante na produção de Alice no País das Maravilhas, mas acabou escalada para o papel principal. Em 1990, Liu fez testes para o musical  da broadway Miss Saigon, mas não passou.

## Carreira
Em 1991, Lucy fez sua estreia na televisão, na série adolescente Beverly Hills, 90210. Em 1992, ela fez sua estreia no cinema em um filme de Hong Kong, Rhythm of Destiny. Após várias participações em seriados, em 1996, Liu conseguiu um papel recorrente na sitcom Pearl, que acabou sendo cancelada na primeira temporada. Após o fim de Pearl, Liu fez teste para o papel de Nelle Porter na série Ally McBeal, que acabou ficando com a atriz Portia de Rossi, mas os produtores gostaram de Liu, e criaram o personagem Ling Woo especificamente para ela. Pelo papel, Liu recebeu uma indicação ao Emmy Awards de Melhor Atriz Coadjuvante em Série de Comédia e uma indicação ao Screen Actors Guild Award de Melhor Performance de Atriz em Série de Comédia.

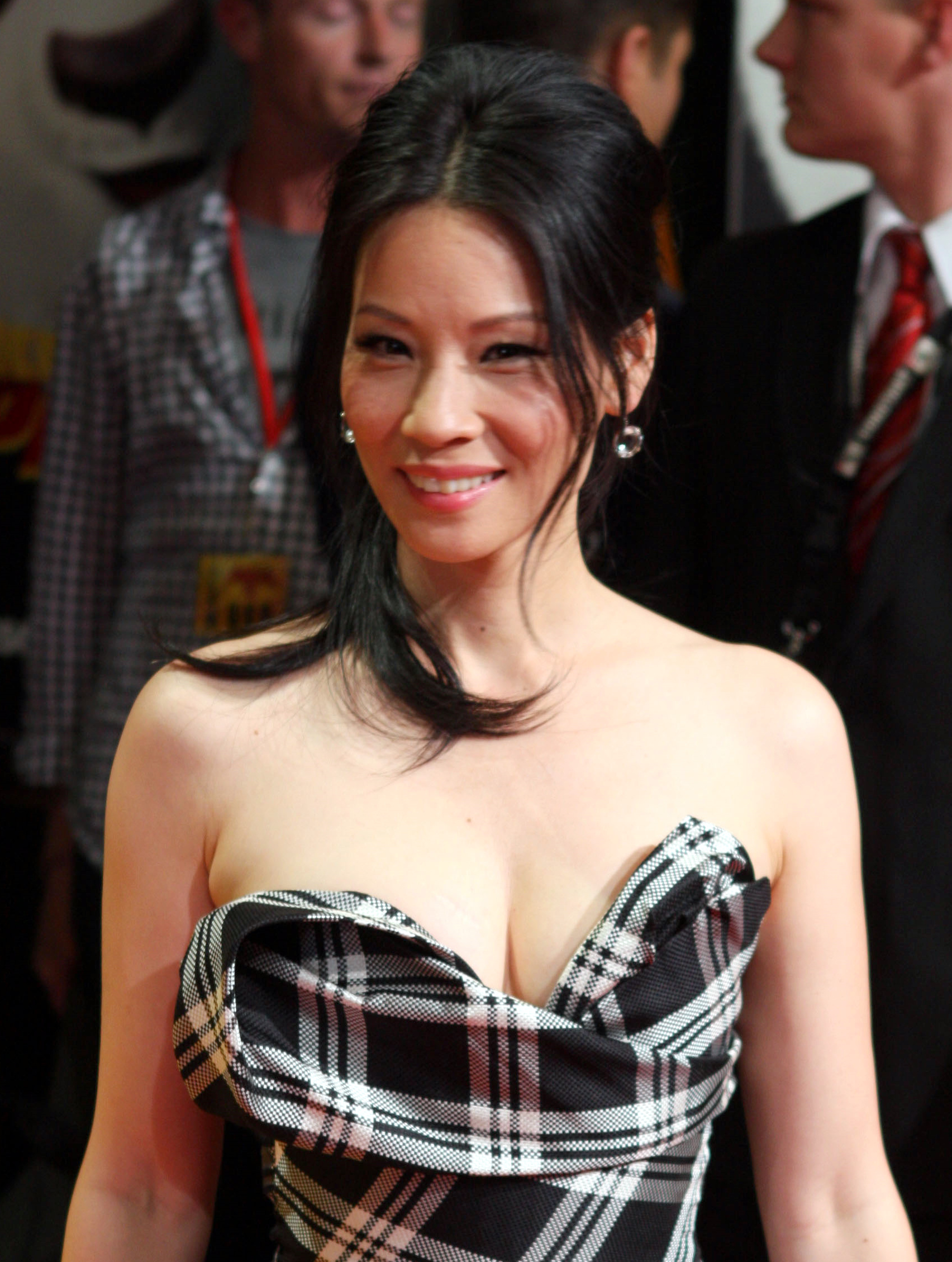
Lucy Liu na estreia de Kung Fu Panda 2 em 2011.

Em 2000, Liu começou a ganhar destaque no cinema, quando estrelou o filme Charlie's Angels, ao lado de Drew Barrymore e Cameron Diaz. Em 2003, ela atuou como O-Ren Ishii no aclamado filme Kill Bill, de Quentin Tarantino. Pelo papel, ela ganhou um MTV Movie Awards de Melhor Vilã. Liu também apareceu em vários episódios da série Joey, ao lado de Matt LeBlanc, que interpretou seu par romântico nos filmes Charlie's Angels. Ela também atuou como Kitty Baxter no filme musical Chicago. Em 2007, Liu interpretou a advogada Nola Lyons na série Dirty Sexy Money. Em 2008, ela produziu e narrou o curta-metragem The Road to Traffik, sobre o autor cambojano e defensor dos direitos humanos Somaly Mam. Em março de 2010, Liu fez sua estreia na Broadway, na peça vencedora do Tony Award God of Carnage, como Annette.
De 2012 a 2019, ela protagonizou a série Elementary, interpretando a Drª. Joan Watson. Lucy ganhou elogios por seu papel como Watson, incluindo três indicações consecutivas ao People's Choice Awards de Atriz Favorita de Drama Policial na TV. 
Em 2016, Liu foi nomeada Artista do Ano da Universidade de Harvard. Ela recebeu uma medalha na cerimônia anual do Prêmio da Fundação Harvard.
Em 2023, Liu interpretou a vilã Kalypso no filme de super-heróis Shazam! Fury of the Gods.

### Artes Plásticas
Liu também é artista plástica e fotografa; Já fez várias exposições em galerias exibindo colagens, pinturas e fotografia. Ela frequentou a New York Studio School para desenho, pintura e escultura de 2004 a 2006. Em 2008, ela fez uma exposição em Munique. Sua pintura, "Escape", foi incorporada à Cutting Edge Art Collection e foi exibida durante a Art Basel Miami 2008, que mostrou obras de artistas estadunidenses contemporâneos. Sua primeira exposição em museu nacional foi realizada no Museu Nacional de Cingapura no início de 2019, e foi intitulada "Unhomed Belongings".

## Vida Pessoal
Liu é vegetariana desde a infância. Ela pratica artes marciais indonésias, inclusive kali eskrima silat, que é uma luta com facas e varas. Estudou várias religiões, principalmente budismo, taoísmo e a cabala. Liu é defensora da igualdade no casamento entre pessoas do mesmo sexo, e se tornou porta-voz da Campanha pelos Direitos Humanos em 2011.
Ela tem um filho chamado Rockwell, que nasceu em 2015 por meio de barriga de aluguel, e ela decidiu criá-lo como mãe solteira.

### Filantropia
Em 2001, Liu foi a porta-voz da arrecadação de fundos Lee National Denim Day, que arrecada dinheiro para pesquisa e educação sobre câncer de mama. Em 2004, Liu foi nomeada embaixadora do Fundo dos EUA para a UNICEF. Ela viajou para o Paquistão, Lesoto, entre vários outros países. Em setembro de 2006, Liu realizou uma exposição de arte e doou sua parte dos lucros para a UNICEF. Ela também doou parte dos lucros de sua exposição da galeria NYC Milk Gallery, e parte dos lucros de seu livro Seventy Two a UNICEF.

## Filmografia

### Filmes
| Ano  | Filme                                        | Personagem                   | Notas                      |
| ---- | -------------------------------------------- | ---------------------------- | -------------------------- |
| 1992 | Rhythm of Destiny                            | Donna                        | Filme de Hong Kong         |
| 1993 | Protozoa                                     | Ari                          | Curta-metragem             |
| 1995 | Bang                                         | Garota de Programa           |                            |
| 1996 | Jerry Maguire                                | Namorada do jogador          | [ 27 ]                     |
| 1997 | Gridlock'd                                   | Cee-Cee                      |                            |
| 1997 | City of Industry                             | Cathi Rose                   |                            |
| 1998 | Flypaper                                     | Dot                          |                            |
| 1998 | Love Kills                                   | Kashi                        |                            |
| 1999 | O Troco                                      | Pearl                        |                            |
| 1999 | Crime Verdadeiro                             | Garota da loja de brinquedos |                            |
| 1999 | Molly                                        | Brenda                       |                            |
| 1999 | O Amor Segundo Um Extraterrestre             | Lydia                        |                            |
| 1999 | Por Uma Boa Briga                            | Lia                          |                            |
| 2000 | Bater ou Correr                              | Princesa Pei-Pei             |                            |
| 2000 | As Panteras                                  | Alex Munday                  |                            |
| 2001 | Hotel                                        | Kawikar                      |                            |
| 2002 | Dupla Explosiva                              | Agente Sever                 |                            |
| 2002 | Cypher                                       | Rita Foster                  |                            |
| 2002 | Chicago                                      | Kitty Baxter                 |                            |
| 2003 | As Panteras: Detonando                       | Alex Munday                  |                            |
| 2003 | Kill Bill                                    | O-Ren Ishii                  |                            |
| 2004 | Mulan II                                     | Princesa Mei                 | Voz                        |
| 2004 | My Date with Drew                            | Ela mesma                    | Documentário               |
| 2005 | 3 Needles                                    | Jin Ping                     | [ 28 ]                     |
| 2005 | Domino: A Caçadora de Recompensas            | Taryn Miles                  |                            |
| 2006 | Xeque-Mate                                   | Lindsey                      |                            |
| 2007 | Operação Limpeza                             | Gina                         | Também produtora executiva |
| 2007 | Rise - A Ressurreição                        | Sadie Blake                  |                            |
| 2007 | Watching the Detectives                      | Violet                       |                            |
| 2008 | The Year of Getting to Know Us               | Anne                         |                            |
| 2008 | Kung Fu Panda                                | Mestre Víbora                | Voz                        |
| 2008 | Tinker Bell                                  | Silvermist                   | Voz                        |
| 2009 | Tinker Bell e o tesouro perdido              | Silvermist                   | Voz                        |
| 2010 | Tinker Bell e o Resgate da Fada              | Silvermist                   | Voz                        |
| 2010 | Kung Fu Panda Holiday                        | Mestre Víbora                | Voz                        |
| 2011 | Kung Fu Panda 2                              | Mestre Víbora                | Voz                        |
| 2011 | Pixie Hollow Games                           | Silvermist                   | Voz                        |
| 2011 | Detachment                                   | Dr. Doris Parker             |                            |
| 2011 | Someday This Pain Will Be Useful to You      | Rowena                       |                            |
| 2011 | The Trouble with Bliss                       | Andrea                       |                            |
| 2012 | The Man with the Iron Fists                  | Madam Blossom                |                            |
| 2012 | Secret of the Wings                          | Silvermist                   | Voz                        |
| 2013 | The Pirate Fairy                             | Silvermist                   | Voz                        |
| 2014 | Tinker Bell and the Legend of the NeverBeast | Silvermist                   | Voz                        |
| 2014 | The Tale of the Princess Kaguya              | Lady Sagami                  | Voz                        |
| 2014 | Magic Wonderland                             | Princess Ocean               | Voz                        |
| 2016 | Kung Fu Panda 3                              | Mestre Víbora                | Voz                        |
| 2016 | Kung Fu Panda: Secrets of the Scroll         | Mestre Víbora                | Voz; Curta-metragem        |
| 2018 | Future World                                 | The Queen                    |                            |
| 2018 | Set It Up                                    | Kirsten                      |                            |
| 2019 | QT8: The First Eight                         | Ela mesma                    | Documentário               |
| 2020 | Stage Mother                                 | Sienna                       |                            |
| 2022 | Strange World                                | Callisto Mal                 | Voz                        |
| 2023 | Shazam! Fury of the Gods                     | Kalypso                      | [ 32 ]                     |
| 2024 | Presence                                     | Rebecca Payne                |                            |
| 2024 | Old Guy                                      | Anata                        |                            |
| 2024 | The Tiger's Apprentice                       | Nu Kua / Cynthia             | Voz                        |
| 2024 | Red One                                      | Jacqueline Frost             | [ 33 ]                     |

### Televisão
| Ano       | Título                                | Papel              | Notas                                                                           |
| --------- | ------------------------------------- | ------------------ | ------------------------------------------------------------------------------- |
| 1991      | Beverly Hills, 90210                  | Courtney           | 2ª temporada, episódio 6; (Garçonete no Pit Peach)                              |
| 1993      | L.A. Law                              | Mei Lin            | Episódio: "Foreign Co-Respondent"                                               |
| 1994      | Hotel Malibu                          | Colega de trabalho | Episódio: "Do Not Disturb"                                                      |
| 1994      | Coach                                 | Nicole Wong        | Episódios: "It Should Happen to You" & "Out of Control"                         |
| 1995      | Home Improvement                      | Mulher Nº 3        | Episódio: "Bachelor of the Year"                                                |
| 1995      | Hercules: The Legendary Journeys      | Oi-Lan             | Episódio: "The March to Freedom"                                                |
| 1995      | ER                                    | Mei-Sun Leow       | 3 episódios; 2ª temporada                                                       |
| 1996      | Nash Bridges                          | Joy Powell         | Episódio: "Genesis"                                                             |
| 1996      | High Incident                         | Policial Whin      | 2 episódios                                                                     |
| 1996      | The X-Files                           | Kim Hsin           | Episódio: "Hell Money"                                                          |
| 1996-1997 | Pearl                                 | Amy Li             | Elenco principal                                                                |
| 1997      | The Real Adventures of Jonny Quest    | Melana             | Voz; 2 episódios                                                                |
| 1997      | NYPD Blue                             | Amy Chu            | Episódio: "A Wrenching Experience"                                              |
| 1997      | Michael Hayes                         | Alice Woo          | Episódio: "Slaves"                                                              |
| 1998-2002 | Ally McBeal                           | Ling Woo           | 72 episódios; Elenco principal (temporada 2–4), elenco recorrente (temporada 5) |
| 2000      | Saturday Night Live                   | Ela mesma          | Episódio: "Lucy Liu / Jay-Z"                                                    |
| 2001      | Sex and the City                      | Ela mesma          | Episódio: "Coulda, Woulda, Shoulda"                                             |
| 2001-2002 | Futurama                              | Ela mesma          | Voz; 2 episódios                                                                |
| 2002      | King of the Hill                      | Tid Pao            | Episódio: "Bad Girls, Bad Girls, Whatcha Gonna Do                               |
| 2004      | Jackie Chan Adventures                | Jade Chan Adulta   | Episódio: "J2: Rise of the Dragons"                                             |
| 2004-2005 | Joey                                  | Lauren Beck        | Elenco recorrente (1ª temporada)                                                |
| 2004-2007 | Maya & Miguel                         | Maggie Lee         | Voz; Elenco recorrente (temporada 1–5)                                          |
| 2005      | Clifford's Puppy Days                 | Teacup             | Voz; Episódio: "Adopt-a-Pup"                                                    |
| 2005      | The Simpsons                          | Madam Wu           | Voz; Episódio: "Goo Goo Gai Pan"                                                |
| 2007      | Ugly Betty                            | Grace Chin         | 3 episódios                                                                     |
| 2008      | Cashmere Mafia                        | Mia Mason          | 7 episódios                                                                     |
| 2008-2009 | Dirty Sexy Money                      | Nola Lyons         | 13 episódios (2ª temporada)                                                     |
| 2009      | Afro Samurai Resurrection             | Sio                | Voz; Telefilme                                                                  |
| 2010      | Marry Me                              | Rae Carter         | Principal; Minissérie                                                           |
| 2011      | Pixie Hollow Games                    | Silvermist         | Voz; Telefilme                                                                  |
| 2011-2016 | Kung Fu Panda: Legends of Awesomeness | Mestre Víbora      | Voz; Principal                                                                  |
| 2012      | Southland                             | Jessica Tang       | 10 episódios (4ª temporada)                                                     |
| 2012-2019 | Elementary                            | Drª Joan Watson    | Principal; Dirigiu 7 episódios                                                  |
| 2013      | Pixie Hollow Bake Off                 | Silvermist         | Voz; Telefilme                                                                  |
| 2016      | Girls                                 | Detetive Mosedale  | Episódio: "Japan"                                                               |
| 2017      | Difficult People                      | Veronica Ford      | 4 episódios (3ª temporada)                                                      |
| 2017      | Michael Jackson's Halloween           | Conformity         | Voz, especial de TV                                                             |
| 2018      | Animals                               | Yumi               | Voz; Elenco recorrente (temporada 3)                                            |
| 2019      | Why Women Kill                        | Simone Groove      | Principal na 1ª Temporada; Dirigiu 1 episódio                                   |
| 2021      | Star Wars: Visions                    | Bandit Leader      | Voz; Episódio: "The Duel"                                                       |
| 2021      | Scooby-Doo and Guess Who?             | Ela mesma          | Episódio: "The Tao of Scoob!"                                                   |
| 2021      | Curb Your Enthusiasm                  | Ela mesma          | Episódio: "The Five-Foot Fence"                                                 |
| 2024      | A Man in Full                         | Joyce Newman       | Elenco principal                                                                |

### Diretora
| Ano  | Projeto                           | Notas                              |
| ---- | --------------------------------- | ---------------------------------- |
| 2011 | Meena                             | Curta-metragem                     |
| 2015 | Graceland                         | Episódio: "Master of Weak Ties"    |
| 2018 | Luke Cage                         | Episódio: "Soul Brother #1"        |
| 2019 | Law & Order: Special Victims Unit | Episódio: "Dearly Beloved"         |
| 2020 | New Amsterdam                     | Episódio: "Hiding Behind My Smile" |
| 2023 | American Born Chinese             | Episódio: "Hot Stuff"              |

### Jogos eletrônicos
| Ano  | Filme                                | Papel       | Notas |
| ---- | ------------------------------------ | ----------- | ----- |
| 2001 | SSX Tricky                           | Elise Riggs | Voz   |
| 2003 | Charlie's Angels                     | Alex Munday | Voz   |
| 2012 | Sleeping Dogs                        | Vivienne Lu | Voz   |
| 2023 | The Pirate Queen: A Forgotten Legend | Cheng Shih  | Voz   |

## Prêmios e indicações
| Ano  | Premiação                                      | Categoria                                                              | Trabalho                        | Resultado |
| ---- | ---------------------------------------------- | ---------------------------------------------------------------------- | ------------------------------- | --------- |
| 1997 | Screen Actors Guild Award                      | Melhor Elenco em uma série de Comédia                                  | Ally McBeal                     | Indicada  |
| 1998 | Screen Actors Guild Award                      | Melhor Elenco em uma série de Comédia                                  | Ally McBeal                     | Venceu    |
| 1999 | Screen Actors Guild Award                      | Melhor Elenco em uma série de Comédia                                  | Ally McBeal                     | Indicada  |
| 1999 | NAACP Image Award                              | Melhor Atriz Coadjuvante em Série de Drama                             | Ally McBeal                     | Indicada  |
| 1999 | Primetime Emmy Award                           | Melhor Atriz Coadjuvante em Série de Comédia                           | Ally McBeal                     | Indicada  |
| 1999 | Screen Actors Guild Award                      | Melhor Performance Feminina em Série de Comédia                        | Ally McBeal                     | Indicada  |
| 2000 | Screen Actors Guild Award                      | Melhor Performance de Elenco em Série de Comédia                       | Ally McBeal                     | Indicada  |
| 2000 | Blockbuster Entertainment Award                | Atriz Coadjuvante Favorita – Ação                                      | Shanghai Noon                   | Venceu    |
| 2001 | Blockbuster Entertainment Award                | Elenco Favorito                                                        | Charlie's Angels                | Venceu    |
| 2001 | MTV Movie Award                                | Melhor elenco na tela                                                  | Charlie's Angels                | Venceu    |
| 2001 | MTV Movie Award                                | Melhor Figurino                                                        | Charlie's Angels                | Indicada  |
| 2001 | Saturn Award                                   | Melhor Atriz Coadjuvante                                               | Charlie's Angels                | Indicada  |
| 2003 | Broadcast Film Critics Association Award       | Melhor Elenco                                                          | Chicago                         | Venceu    |
| 2003 | Phoenix Film Critics Society Award             | Melhor Elenco                                                          | Chicago                         | Indicada  |
| 2003 | Screen Actors Guild Award                      | Melhor Performance de Elenco em um Filme                               | Chicago                         | Venceu    |
| 2003 | Teen Choice Awards                             | Escolha Hissy Fit                                                      | Chicago                         | Indicada  |
| 2003 | MTV Movie Award                                | Melhor sequência de dança                                              | Charlie's Angels: Full Throttle | Indicada  |
| 2004 | MTV Movie Award                                | Melhor Vilão                                                           | Kill Bill: Volume 1             | Venceu    |
| 2004 | Saturn Award                                   | Melhor Atriz Coadjuvante                                               | Kill Bill: Volume 1             | Indicada  |
| 2011 | NAACP Image Award                              | Melhor Atriz em Filme para Televisão, Minissérie ou Especial Dramático | Marry Me                        | Indicada  |
| 2012 | New York Women in Film & Television Muse Award | Melhor Atriz                                                           | Elementary                      | Venceu    |
| 2013 | Prism Awards                                   | Performance feminina em episódios de série dramática                   | Elementary                      | Indicada  |
| 2013 | Seoul International Drama Awards               | Melhor Atriz                                                           | Elementary                      | Venceu    |
| 2013 | Teen Choice Awards                             | Escolha Atriz de TV: Ação                                              | Elementary                      | Venceu    |
| 2013 | Critics' Choice Television Award               | Melhor Artista Convidado em Série Dramática                            | Southland                       | Venceu    |
| 2013 | NAACP Image Award                              | Melhor atriz coadjuvante em série dramática                            | Southland                       | Indicada  |
| 2015 | People's Choice Awards                         | Atriz favorita de drama policial na TV                                 | Elementary                      | Indicada  |
| 2016 | People's Choice Awards                         | Atriz favorita de drama policial na TV                                 | Elementary                      | Indicada  |
| 2017 | People's Choice Awards                         | Atriz favorita de drama policial na TV                                 | Elementary                      | Indicada  |
| 2024 | Golden Raspberry Award                         | Pior atriz Coadjuvante                                                 | Shazam! Fury of the Gods        | Indicada  |
| 2024 | Primetime Emmy Award                           | Melhor Programa de mídia Emergente                                     | The Pirate Queen with Lucy Liu  | Pendente  |